# Nariman Kurbanov
Nariman Kurbanov (en kazajo: Нариман Курбанов; Almaty, 6 de diciembre de 1997) es un deportista kazajo que compite en gimnasia artística. Participó en los Juegos Olímpicos de París 2024, obteniendo una medalla de plata en la prueba de caballo con arcos.

## Palmarés internacional
| Juegos Olímpicos | Juegos Olímpicos | Juegos Olímpicos | Juegos Olímpicos  |
| Año              | Lugar            | Medalla          | Prueba            |
| ---------------- | ---------------- | ---------------- | ----------------- |
| 2024             | París (Francia)  | Medalla de plata | Caballo con arcos |